# Walram von Moers
Walram von Moers (* um 1393; † 3. Oktober 1456 in Arnheim) war ab 1434 gewählter Bischof von Utrecht, konnte sich aber nicht behaupten. Seine Wahl 1450 zum Bischof von Münster löste die Münsterische Stiftsfehde aus.

## Leben

### Frühe Jahre
Er war Sohn von Graf Friedrich III. von Moers und der Walburga von Saarwerden. Damit war er auch ein Neffe von Erzbischof Friedrich III. von Saarwerden. Ein Bruder war Dietrich II., der seit 1414 Erzbischof von Köln war. Ein anderer Bruder war Heinrich II. von Moers seit 1424 Bischof von Osnabrück und Münster.
Er studierte ab 1400/01 in Heidelberg und ab 1408 in Bologna. Dort war er 1423 Prokurator. Er war seit 1408/1413 Domthesaurus in Köln, gab dieses Amt aber 1426 ab. Er war auch Dechant von St. Gereon sowie Propst von St. Maria ad Gradus. Des Weiteren war er Domherr in Trier. Dort resignierte er 1445.

### Streit um das Bischofsamt in Utrecht
Im Jahr 1423 bewarb er sich mit Unterstützung seines Bruders Dietrich II. um den Bischofsstuhl in Utrecht. Er unterlag nur knapp Rudolf von Diepholz. Diese Wahl wurde von Papst Martin V. nicht bestätigt. Der von diesem vorgeschlagene Bischof von Speyer Raban von Helmstatt lehnte ab. Zweder van Culemborg wurde Bischof, ihm gelang es aber nicht in Utrecht einzuziehen.
Rudolf von Diepholz wurde Defensor des Bistums. Nach dem Tod von Sweder hat der Papst Rudolf von Diepholz vorgeschlagen. Zwölf Domherren wählten 1434 indes Walram von Moers, der sofort von Erzbischof Dietrich bestätigt wurde. Beide wandten sich daraufhin persönlich an das Konzil von Basel. Rudolf wurde von Philipp dem Guten unterstützt. Walram konnte sich auf die Pfarrgeistlichkeit stützen. Das Konzil sprach sich 1435 für Walram aus. Der Papst dagegen erkannte Rudolf an. Kaiser Sigismund anerkannte Walram und übergab ihm die Regalien. Faktisch beherrschte allerdings Rudolf das Bistum Utrecht, er bezog auch alle Einkünfte. Walram gab auf und ging zurück nach Köln. Möglicherweise wurde er vom Gegenpapst Felix V. zum Kardinal ernannt. Im Jahr 1450 verzichtete er nach dem Zugeständnis von Zahlungen auch offiziell auf das Bistum Utrecht.

### Wahl zum Bischof in Münster
Nach dem Tod von Heinrich von Moers kam es im Bistum Münster zu einem schweren Nachfolgestreit. Erzbischof Dietrich versuchte Walram durchzusetzen. Wie bei der gerade zu Ende gegangenen Soester Fehde standen die Herzöge von Kleve und Burgund auf der Gegenseite und unterstützten Erich I. von Hoya. Mit Adolf von Kleve und Konrad von Diepholz gab es zunächst noch weitere Bewerber.
Eine Mehrheit des Domkapitels sprach sich am 15. Juli 1450 für Walram aus. Dieser unterzeichnete auch die Wahlkapitulation.
Die Lage wurde noch komplizierter, weil die Stadt Münster Graf Johann von Hoya zusammen mit einer Minderheit des Domkapitels zum Stiftsverweser gemacht hatte. Dieser sollte bis zu einer päpstlichen Entscheidung für einen für die Landstände akzeptablen Bischof im Amt bleiben. Walram warfen sie schwere Verbrechen, darunter auch Mord vor. Diese Gruppe sprach sich eindeutig für Erich von Hoya aus. Diese Partei gewann noch weiter an Rückhalt, nachdem der Bischof von Minden Albrecht von Hoya auch Administrator des Bistums Osnabrück geworden war.

### Stiftsfehde
Johann von Hoya gelang es, die Landesburgen zu gewinnen und er verfügte über die Einkünfte des Stifts. Die Anhänger Walrams sahen sich nach Verhandlungen zur faktischen Aufgabe gezwungen. Ein Landtag sprach sich für Erich von Hoya aus. Gleichzeitig setzte der Verweser Johann die Besetzung von bischöflichen Burgen fort. Einen Rückschlag brachte die Meldung, dass sich Papst Nikolaus V. bereits für Walram ausgesprochen hatte. Daraufhin bemühte sich die Stadt Münster um ein Rechtsgutachten der Universität Erfurt, um ihre Position zu stützen.
Auf der diplomatischen Ebene schlossen Johann von Hoya und Herzog Johann von Kleve ein Bündnis gegen Walram. Am 9. Juli 1451 erklärte der Herzog von Kleve Walram den Krieg. Dies war zufällig derselbe Tag, an dem die Nachricht eintraf, dass König Friedrich III. Walram die Regalien verliehen hätte. Nachdem auch die päpstliche Bestätigung eingetroffen war, ging Walram entschieden gegen seine Gegner vor. Verschiedene Amtsträger wurden entlassen. Erich von Hoya wurde die Exkommunikation angedroht, sollte er bischöfliche Burgen nicht herausgeben. Ein päpstlicher Beauftragter exkommuniziert schließlich die Stadt Münster und die Unterstützer Hoyas. Walram verhängte zudem das Interdikt über sie. Dagegen begann Philipp von Burgund sich beim Papst für Hoya einzusetzen.
Im Münsterland bekämpften sich die Anhänger beider Seiten. Dabei war das von Johann von Hoya kontrollierte Gebiet deutlich größer als das von Walram. Dieser hatte seine Basis im Gebiet um Ahaus, Vreden und Ottenstein im Westen des Stifts. Vreden ging bald darauf verloren.
Kardinal Nikolaus von Kues sollte mit beiden Seiten verhandeln. Dieser erkannte Walram im päpstlichen Namen erneut als Bischof an. Aber Walram von Moers erklärte am 21. Januar 1452, dass er bei Zahlung einer jährlichen Rente auf den Bischofssitz verzichten wolle, wenn auch die Partei Hoyas zu Gunsten von Konrad von Diepholz aufgeben würde.
Der eigentliche Gegner der Partei Hoya wurde der Utrechter Bischof Rudolf von Diepholz, der seinen Verwandten den Bischofssitz in Münster verschaffen wollte. Mit Hilfe eines Söldnerheeres wurde die Position von Johann von Hoya geschwächt.
In der Folge weitete sich die Stiftsfehde immer weiter aus. Obwohl die Partei Walrams 1454 die Gegenpartei besiegen konnte, konnte sich keine Seite durchsetzen. Nach der Vertreibung von Rudolf von Diepholz 1455 aus Utrecht und seinem baldigen Tod verlor Walram seinen stärksten Unterstützer. Der Krieg ging dennoch weiter. Walram, der seit einiger Zeit in Arnheim lebte, starb dort 1456. Damit war die Stiftsfehde indes nicht beendet. Er wurde in der Kirche St. Martin beigesetzt.